# 長者ケ原考古館
長者ケ原考古館（ちょうじゃがはらこうこかん）は、新潟県糸魚川市の美山公園に所在する博物館である。糸魚川市教育委員会が運営している。

## 沿革
ヒスイで有名な姫川河口より、3km･標高90mの丘陵上にある縄文時代早期から後期に渡って営まれてきた遺跡。
明治30年頃中川直賢により発見され、昭和8年に斉藤秀平によって縄文中期の標識的な遺跡として編年的に位置付けられ、主たる土器を基準として長者ヶ原式土器の型式が設定された。1954～58年に新潟県教育委員会（第一次調査）と糸魚川市教育委員会（第二・三次調査）が発掘調査。日本最初の硬玉生産遺跡の発掘調査として注目された。遺物は縄文時代中期を主体とした土器、土偶や人面・獣面把手などの土製品、石鏃、打製石斧、磨製石斧、石匙、石皿等の石器類及び岩偶などである。本遺跡を特色づける遺物としては、大珠をはじめとする硬玉製の玉類・硬玉原石・硬玉加工具があげられる。縄文時代における攻玉遺跡として重要である。中央に広がる縄文時代中期（5,000～3,500年前）の大きな集落跡は、ヒスイの玉や蛇紋岩 （じゃもんがん）の石斧の生産・交易拠点としても知られている。1971年に国史跡。長者ケ原考古館が設置された。

## 展示
特に、ヒスイはアジアでミャンマー及び糸魚川でしか産出されないので、歴史を科学的に考証するには意義のあり、ヒスイの勾玉の生産の様子を展示している。姫川でヒスイを支配していたと古事記等で伝わる沼河比売（ぬなかわひめ、奴奈川姫）の銅像や奴奈川の村の遺跡も展示されている。

## アクセス
当館は遺跡公園、各種スポーツ施設・キャンプ場などを有する美山公園内に位置しており、フォッサマグナミュージアムに隣接する。アクセス方法についてはフォッサマグナミュージアム#アクセスを参照（ただしバス停は終点1つ手前の「長者ケ原考古館前」が最寄りとなる）。